# 傅磬
傅磬（1962年—），汉族，中华人民共和国政治人物，广西壮族自治区文联党组书记、副主席，第十一届全国政协委员。
2008年，当选第十一届全国政协委员，代表文化艺术界，分入第二十七组。